# Emma Dumont
Emma Dumont est un acteur, mannequin et danseur américain non binaire transmasculin, né le 15 novembre 1994 à Seattle (Washington), utilisant le prénom Nick dans sa vie privée.
Il est surtout connu pour jouer le rôle de Mélanie Segal dans la série Bunheads sur ABC Family, d'Emma Karn dans Aquarius sur NBC et de Lorna Dane/Polaris sur la FOX dans la série The Gifted.

## Biographie
Emma Dumont nait à Seattle, Washington le 15 novembre 1994. Il fréquente la Washington Middle School, puis la James A. Garfield High School, avant d'être scolarisé à la maison pour poursuivre le mannequinat et l'art. Il fréquente également le lycée d'Orange County en même temps que le conservatoire de musique et de théâtre de Santa Ana, en Californie[source secondaire souhaitée].
Dumont commence la danse classique à l'âge de trois ans et étudie à la Pacific Northwest Ballet School, au Cornish College of Arts et au Spectrum Dance Theatre School (The Academy - programme pré-professionnel) et passe plusieurs étés à l'American Ballet Theatre, à la Joffrey Ballet School et au Bolshoi Ballet Academie à Moscou, en Russie.
Il joue dans le théâtre communautaire à l'âge de six ans, notamment au Seattle Public Theater et au Seattle Musical Theater parmi d'autres. Sa formation en théâtre musical comprend quatre étés au 5th Avenue Theater. Dumont joue également du violon depuis l'âge de quatre ans. Il a joué avec l'orchestre symphonique de la jeunesse de Seattle et avec le Glendale Youth Orchestra[source secondaire souhaitée].
Il participe à First Robotics dans une équipe parrainée par la NASA/JPL[Quoi ?] et Walt Disney Imagineering[source secondaire souhaitée].
À l'âge de 15 ans, Dumont se passionne pour le roller derby et participe aux programmes d'entraînement des Los Angeles Derby Dolls. Emma Dumont, le roller derby et les patineurs de LADD ont été présentés dans un épisode de 2013 dans la série d'ABC Family, Bunheads.
Dumont est membre de Mensa et prévoit de poursuivre des études de génie mécanique.

### Carrière
Emma Dumont obtient son premier rôle en 2007 dans True Adolescents (2009) à l'âge de 12 ans, film dans lequel jouent Melissa Leo et Mark Duplass. Il apparait ensuite dans Dear Lemon Lima (2009). Ces deux films sont tournés à Seattle, sa ville natale.
En janvier 2010, Emma Dumont remporte le concours V de mannequins du magazine V, publié en mars, et devient mannequin chez Ford Models,. Il travaille pendant la Fashion Week à New York cette même année, puis à Hong Kong, à New York, à Los Angeles, en Chine continentale et à Tokyo.
En 2011, il joue le rôle principal dans Metro, le pilote de NBC, avec Stephen Gaghan, lauréat d'un Oscar, aux côtés de Noah Emmerich et de Jimmy Smits. En octobre, Dumont participe à la série originale de la chaîne ABC Family, Bunheads, mettant en vedette Sutton Foster et Kelly Bishop. De 2012 au début de 2013, il joue Melanie Segal, qui fréquente l'académie de danse dirigée par la belle-mère de la série dans la série télévisée.
En 2012, il joue dans le film indépendant Nobody Walks aux côtés de Dylan McDermott, John Krasinski, Jane Levy, Olivia Thirlby et Rosemarie DeWitt. En 2011, il s'initie à la robotique par le biais du First Tech Challenge et de la Team 25 parrainée par les Girl Scout.
La même année, il rejoint la First Robotics Competition. En 2013, il est capitaine d'équipe, pilote et ingénieur en mécanique lors du premier concours de robotique de Burbank, en Californie. Dumont parvient en finale du First Dean's List au concours régional de Los Angeles[réf. nécessaire]. Dumont prend la parole au First World Championship 2013 lors d'un dîner VIP le 26 avril 2013.
À l'automne 2013, Dumont devient mentor de l'équipe FRC. En 2014, il tourne dans deux pilotes de télévision pour NBC : Aquarius, une série qui dure deux saisons, et Salvation (avec Ashley Judd), qui n’est pas retenue par le réseau. En mars 2017, il joue dans la série télévisée de la chaine Fox The Gifted.

### Vie privée
En décembre 2024, Dumont fait son coming-out en révélant être non binaire transmasculin,. Il affirme cependant souhaiter garder le nom « Emma Dumont » dans le cadre professionnel et déclare être Nick pour ses amis et sa famille.

## Filmographie

### Films
- 2009 : True Adolescents : Cara[15]
- 2009 : Dear Lemon Lima : Kellie (Crédité en tant que Emma Noelle Roberts)[16]
- 2012 : Nobody Walks : Yma[17]
- 2014 : Thinspiration : Kayden[18]
- 2014 : Inherent Vice de Paul Thomas Anderson : Zinnia[19]
- 2017 : The Body Tree : Sandra[20]
- 2018 : What Lies Ahead : Jessica[21]
- 2021 : Détour mortel : La Fondation (Wrong Turn) de Mike P. Nelson : Milla D'Angelo
- 2021 : Licorice Pizza de Paul Thomas Anderson : Brenda
- 2023 : Oppenheimer de Christopher Nolan : Jackie Oppenheimer

### Séries
- 2011 : Metro : Jennifer Mullins
- 2012-2013 : Bunheads : Melanie Segal[22]
- 2014 : Mind Games : Sofie[23]
- 2014 : Salvation : Nathalie Thompson
- 2015-2016 : Aquarius : Emma Karn[24]
- 2016 : The Fosters : Sasha [25]
- 2017-2018 : T@gged : Zoe Desaul[26]
- 2017 : The Magicians : The White Lady
- 2017 : Pretty Little Liars : Katherine Daly
- 2017-2019 : The Gifted : Lorna Dane/Polaris[27]